# Курсай (Западно-Казахстанская область)
Курсай (каз. Құрсай) — село в Жанибекском районе Западно-Казахстанской области Казахстана. Входит в состав Куйгенкольского сельского округа. Код КАТО — 274243300.

## Население
В 1999 году население села составляло 170 человек (79 мужчин и 91 женщина). По данным переписи 2009 года, в селе проживало 111 человек (56 мужчин и 55 женщин).